# Dråber af Tid
Dråber af Tid er det femte studiealbum fra den danske sangerinde Helene Blum. Det blev udgivet den 1. februar 2017. Albummet består af traditionelle folkesange, egne eller andres kompositioner til ældre og nyere lyrik samt egne originale sange med både tekster og melodier.
Rootzone.dk skrev bl.a. at "de musikalske arrangementer fastholdes og udbygges den særdeles høje kvalitet fra tidligere" og var generelt positiv i sin anmeldelse.

## Spor
1. "En Lille Dråbe Blod" - 2:56
2. "Friheden Station" - 3:26
3. "Vores Historie" - 4:20
4. "Barn Rødkindet" - 4:07
5. "Din Fod Skal Gå" - 4:02
6. "Lad Våren Komme" - 3:22
7. "Tusind Tanker" - 4:14
8. "Som Stjernerne På Himlens Blå" - 4:58
9. "Et Øjebliks Stilhed" - 4:00
10. "Det Haver Så Nyligen Regnet" - 4:26
11. "Solen Er Så Rød Mor" - 3:16